# David di Donatello de Melhor Atriz
O Prêmio David di Donatello de Melhor Atriz (em italiano:  David di Donatello per la migliore attrice protagonista) é um prêmio de cinema apresentado anualmente pela Academia do Cinema Italiano (em italiano:  Accademia del Cinema Italiano, ACI) para reconhecer o excelente desempenho em um papel protagonista de uma atriz que trabalhou na indústria cinematográfica italiana durante o ano anterior à cerimônia. Os indicados e o vencedor são selecionados por meio de votação por segundo turno por todos os membros da Academia.
O prêmio foi concedido pela primeira vez em 1956. Sophia Loren é a recordista desta categoria, com sete prêmios, seguida por Margherita Buy e Monica Vitti, com cinco prêmios cada.

## História
O Prêmio David di Donatello de Melhor Atriz é um dos mais importantes prêmios de atuação italiana que podem ser atribuídos a uma atriz. É concedido anualmente, como reconhecimento de categoria do David di Donatello, a partir da primeira edição em 1956, com exceção das de 1957, 1960 e 1962. A fórmula da cerimônia de premiação mudou ao longo dos anos, passando do reconhecimento direto do vencedor para um sistema de indicações. Em algumas edições, condições de “ex aequo” (igualdade) ocorreram entre duas vencedoras: Gina Lollobrigida e Silvana Mangano em 1963, Lollo e Monica Vitti novamente em 1969, a própria Vitti e Florinda Bolkan em 1971, Florinda Bolkan e Silvana Mangano novamente em 1973, Sophia Loren e Monica Vitti em 1974, Sophia Loren e Mariangela Melato novamente em 1978, Valeria D'Obici e Mariangela Melato em 1981. A partir desta edição, há mais de trinta anos, não ocorre mais uma condição de paridade.
A atriz que mais ganhou o prêmio é Sophia Loren, com sete estatuetas. Monica Vitti e Margherita Buy conquistaram cinco vitórias; Mariangela Melato e Valéria Bruni Tedeschi quatro. A primeira atriz não-italiana a ganhar o prêmio foi a brasileira Florinda Bolkan (em 1971 e 1973). Em 1986 foi a vez da espanhola Ángela Molina, em 1987 da norueguesa Liv Ullmann, em 1988 da russa Yelena Safonova. Em 2004, foi premiada a espanhola Penélope Cruz, seguida da eslovaca Barbora Bobuľová em 2005, da russa Ksenia Rappoport em 2007 e da chinesa Zhao Tao em 2012. Em 2021, a veterana Sophia Loren foi vencedora aos 86 anos de idade. A vencedora atual é Paola Cortellesi por sua atuação em C'è ancora domani (2023), premiada em 2024.

## Vencedores e indicados
Abaixo, os vencedores são listados primeiro na linha colorida, seguidos pelos outros indicados.

### Década de 1950
| Ano               | Atriz          | Personagem                  | Filme |
| ----------------- | -------------- | --------------------------- | ----- |
| 1955/56 (1º)      |                |                             |       |
| Gina Lollobrigida | Lina Cavalieri | A mulher mais bela do mundo |       |
| 1956/57 (2º)      |                |                             |       |
| Não concedido     |                |                             |       |
| 1957/58 (3º)      |                |                             |       |
| Ana Magnani       | Gioia          | Fúria da Carne              |       |
| 1958/59 (4º)      |                |                             |       |
| Ana Magnani       | Egle           | Nella città l'inferno       |       |

### Década de 1960
| Ano               | Atriz                                                      | Personagem                | Filme |
| ----------------- | ---------------------------------------------------------- | ------------------------- | ----- |
| 1959/60 (5º)      |                                                            |                           |       |
| Não concedido     |                                                            |                           |       |
| 1960/61 (6º)      |                                                            |                           |       |
| Sophia Loren      | Cesira                                                     | Duas Mulheres             |       |
| 1961/62 (7º)      |                                                            |                           |       |
| Não concedido     |                                                            |                           |       |
| 1962/63 (8º)      |                                                            |                           |       |
| Gina Lollobrigida | Pauline Bonaparte                                          | Venere Imperiale          |       |
| Silvana Mangano   | Edda Mussolini                                             | Il processo di Verona     |       |
| 1963/64 (9º)      |                                                            |                           |       |
| Sophia Loren      | Adelina Sbaratti / Anna Molteni / Mara                     | Ontem, Hoje e Amanhã      |       |
| 1964/65 (10º)     |                                                            |                           |       |
| Sophia Loren      | Filumena Marturano                                         | Matrimonio all'italiana   |       |
| 1965/66 (11º)     |                                                            |                           |       |
| Giulietta Masina  | Giulietta Boldrini                                         | Julieta dos Espíritos     |       |
| 1966/67 (12th)    |                                                            |                           |       |
| Silvana Mangano   | Gloria / Mulher Rápida / Assurdina Caì / Nunzia / Giovanna | Le streghe                |       |
| 1967/68 (13º)     |                                                            |                           |       |
| Claudia Cardinale | Rosa Nicolosi                                              | Il giorno della civetta   |       |
| 1968/69 (14º)     |                                                            |                           |       |
| Gina Lollobrigida | Carla Campbell                                             | Buona Sera, Mrs. Campbell |       |
| Monica Vitti      | Assunta Patanè                                             | La ragazza con la pistola |       |

### Década de 1970
| Ano               | Atriz                         | Personagem                                                     | Filme |
| ----------------- | ----------------------------- | -------------------------------------------------------------- | ----- |
| 1969/70 (15º)     |                               |                                                                |       |
| Sophia Loren      | Giovanna                      | I girasoli                                                     |       |
| 1970/71 (16º)     |                               |                                                                |       |
| Florinda Bolkan   | Valeria                       | Anonimo Veneziano                                              |       |
| Monica Vitti      | Maria Campi / Ninì Tirabusciò | Ninì Tirabusciò: la donna che inventò la mossa                 |       |
| 1971/72 (17º)     |                               |                                                                |       |
| Claudia Cardinale | Carmela                       | Bello onesto emigrato Australia sposerebbe compaesana illibata |       |
| 1972/73 (18º)     |                               |                                                                |       |
| Florinda Bolkan   | Giulia Bonanni                | Cari genitori                                                  |       |
| Silvana Mangano   | Antonia                       | Lo Scopone scientifico                                         |       |
| 1973/74 (19º)     |                               |                                                                |       |
| Sophia Loren      | Adriana De Mauro              | Il viaggio                                                     |       |
| Monica Vitti      | Dea Dani                      | Polvere di stelle                                              |       |
| 1974/75 (20º)     |                               |                                                                |       |
| Mariangela Melato | Officer Giovanna Abbastanzi   | La poliziotta                                                  |       |
| 1975/76 (21º)     |                               |                                                                |       |
| Monica Vitti      | Lisa Stefani                  | L'anatra all'arancia                                           |       |
| 1976/77 (22º)     |                               |                                                                |       |
| Mariangela Melato | Mara Castelli                 | Caro Michele                                                   |       |
| 1977/78 (23º)     |                               |                                                                |       |
| Sophia Loren      | Antonietta                    | Una giornata particolare                                       |       |
| Mariangela Melato | Ofelia Pegoraro               | Il gatto                                                       |       |
| 1978/79 (24º)     |                               |                                                                |       |
| Monica Vitti      | Anna Rossi / Lisa Bianchi     | Amori miei                                                     |       |

### Década de 1980
| Ano                | Atriz                   | Personagem                 | Filme |
| ------------------ | ----------------------- | -------------------------- | ----- |
| 1979/80 (25º)      |                         |                            |       |
| Virna Lisi         | Wilma Malinverni        | La Cicala                  |       |
| 1980/81 (26º)      |                         |                            |       |
| Valeria D'Obici    | Fosca                   | Passione d'amore           |       |
| Mariangela Melato  | Francesca               | Aiutami a sognare          |       |
| Elena Fabrizi      | Teresa                  | Bianco, rosso e Verdone    |       |
| 1981/82 (27º)      |                         |                            |       |
| Eleonora Giorgi    | Nadia Vandelli          | Borotalco                  |       |
| Ornella Muti       | Cass                    | Storie di ordinaria follia |       |
| Marina Suma        | Rosa                    | Le occasioni di Rosa       |       |
| 1982/83 (28º)      |                         |                            |       |
| Giuliana De Sio    | Chiara                  | Io, Chiara e lo Scuro      |       |
| Giuliana De Sio    | Marta Vitale            | Sciopèn                    |       |
| Mariangela Melato  | Marta                   | Il buon soldato            |       |
| Hanna Schygulla    | Eugenia                 | Storia di Piera            |       |
| 1983/84 (29º)      |                         |                            |       |
| Lina Sastri        | Luciella Picone         | Mi manda Picone            |       |
| Laura Morante      | Bianca                  | Bianca                     |       |
| Monica Vitti       | Laura                   | Flirt                      |       |
| 1984/85 (30º)      |                         |                            |       |
| Lina Sastri        | Laura                   | Segreti segreti            |       |
| Giuliana De Sio    | Chiara                  | Casablanca, Casablanca     |       |
| Lea Massari        | Marta                   | Secrets Secrets            |       |
| Julia Migenes      | Carmen                  | Carmen                     |       |
| 1985/86 (31º)      |                         |                            |       |
| Ángela Molina      | Nunziata                | Camorra                    |       |
| Giulietta Masina   | Amelia Bonetti / Ginger | Ginger e Fred              |       |
| Liv Ullmann        | Elena                   | Speriamo che sia femmina   |       |
| 1986/87 (32º)      |                         |                            |       |
| Liv Ullmann        | Ida Nudel               | Mosca addio                |       |
| Valeria Golino     | Bruna Assecondati       | Storia d'amore             |       |
| Stefania Sandrelli | Beatrice                | La famiglia                |       |
| 1987/88 (33º)      |                         |                            |       |
| Elena Safonova     | Anna Sergeyevna         | Olhos Negros               |       |
| Valeria Golino     | Nora Treves             | Gli occhiali d'oro         |       |
| Ornella Muti       | Silvia Piergentili      | Io e mia sorella           |       |
| 1988/89 (34º)      |                         |                            |       |
| Stefania Sandrelli | Laura                   | Mignon è partita           |       |
| Ornella Muti       | Anna                    | Codice privato             |       |
| Marina Vlady       | Chantal                 | Splendor                   |       |

### Década de 1990
| Ano                    | Atriz                    | Personagem                                 | Filme |
| ---------------------- | ------------------------ | ------------------------------------------ | ----- |
| 1989/90 (35º)          |                          |                                            |       |
| Elena Sofia Ricci      | Alma                     | Ne parliamo Lunedì                         |       |
| Anna Bonaiuto          | Carla                    | Donna d'ombra                              |       |
| Virna Lisi             | Elvira                   | Buon Natale... buon anno                   |       |
| Stefania Sandrelli     | Evelina                  | Evelina e i suoi figli                     |       |
| Lina Sastri            | Francesca                | Piccoli equivoci                           |       |
| 1990/91 (36º)          |                          |                                            |       |
| Margherita Buy         | Flavia                   | La stazione                                |       |
| Nancy Brilli           | Giulia                   | Italia-Germania 4-3                        |       |
| Margherita Buy         | Gloria                   | La settimana della Sfinge                  |       |
| Angela Finocchiaro     | Martina                  | Volere volare                              |       |
| Ingrid Thulin          | Adelina                  | La casa del sorriso                        |       |
| 1991/92 (37º)          |                          |                                            |       |
| Giuliana De Sio        | Emilia Schmidt           | Cattiva                                    |       |
| Margherita Buy         | Camilla Landolfi         | Maledetto il giorno che t'ho incontrato    |       |
| Francesca Neri         | Cecilia                  | Pensavo fosse amore, invece era un calesse |       |
| 1992/93 (38º)          |                          |                                            |       |
| Antonella Ponziani     | Paola                    | Verso Sud                                  |       |
| Margherita Buy         | Stefania                 | Cominciò tutto per caso                    |       |
| Carla Gravina          | Carla Aldrovandi         | Il lungo silenzio                          |       |
| 1993/94 (39º)          |                          |                                            |       |
| Asia Argento           | Arianna                  | Perdiamoci di vista                        |       |
| Chiara Caselli         | Elena Setti              | Dove siete? Io sono qui                    |       |
| Barbara De Rossi       | Mara                     | Maniaci sentimentali                       |       |
| 1994/95 (40º)          |                          |                                            |       |
| Anna Bonaiuto          | Delia                    | L'amore molesto                            |       |
| Sabrina Ferilli        | Mirella                  | La bella vita                              |       |
| Anna Galiena           | Gina                     | Senza pelle                                |       |
| 1995/96 (41º)          |                          |                                            |       |
| Valeria Bruni Tedeschi | Lisa Venturi             | La seconda volta                           |       |
| Virna Lisi             | Olga                     | Va' dove ti porta il cuore                 |       |
| Laura Morante          | Cecilia Sarcoli          | Ferie d'agosto                             |       |
| Lina Sastri            | Anna Magnani             | Celluloide                                 |       |
| 1996/97 (42º)          |                          |                                            |       |
| Asia Argento           | Cora                     | Compagna di viaggio                        |       |
| Margherita Buy         | Franca Nava              | Testimone a rischio                        |       |
| Iaia Forte             | Luna di Capua / Ombretta | Luna e l'altra                             |       |
| Claudia Gerini         | Iris Blond               | Sono pazzo di Iris Blond                   |       |
| Monica Guerritore      | Gnà Pina                 | La lupa                                    |       |
| 1997/98 (43º)          |                          |                                            |       |
| Valeria Bruni Tedeschi | Angela                   | La parola amore esiste                     |       |
| Anna Bonaiuto          | Luisella Cielo           | Teatro di guerra                           |       |
| Valeria Golino         | Maria                    | Le acrobate                                |       |
| 1998/99 (44º)          |                          |                                            |       |
| Margherita Buy         | Irmã Caterina            | Fuori Dal Mondo                            |       |
| Francesca Neri         | Giulia                   | Matrimoni                                  |       |
| Giovanna Mezzogiorno   | Liliana                  | Del perduto amore                          |       |

### Década de 2000
| Ano                   | Atriz                     | Personagem                 | Filme |
| --------------------- | ------------------------- | -------------------------- | ----- |
| 1999/00 (45º)         |                           |                            |       |
| Licia Maglietta       | Rosalba Barletta          | Pão e Tulipas              |       |
| Lorenza Indovina      | Sara                      | Un amore                   |       |
| Francesca Neri        | Sofia                     | Il dolce rumore della vita |       |
| Francesca Neri        | Andrea                    | Io amo Andrea              |       |
| Isabella Rossellini   | Katchen Einstein          | Il cielo cade              |       |
| 2000/01 (46º)         |                           |                            |       |
| Laura Morante         | Paola                     | La stanza del figlio       |       |
| Margherita Buy        | Antonia                   | Le fate ignoranti          |       |
| Giovanna Mezzogiorno  | Giulia                    | L'ultimo bacio             |       |
| 2001/02 (47º)         |                           |                            |       |
| Marina Confalone      | Patrizia Aiello           | Incantesimo napoletano     |       |
| Sandra Ceccarelli     | Maria                     | Luce dei miei occhi        |       |
| Licia Maglietta       | Irene                     | Luna rossa                 |       |
| 2002/03 (48º)         |                           |                            |       |
| Giovanna Mezzogiorno  | Giovanna                  | La finestra di fronte      |       |
| Donatella Finocchiaro | Angela                    | Angela                     |       |
| Valeria Golino        | Grazia                    | Respiro                    |       |
| Laura Morante         | Giulia Ristuccia          | Ricordati di me            |       |
| Stefania Rocca        | Stefania                  | Casomai                    |       |
| 2003/04 (49º)         |                           |                            |       |
| Penélope Cruz         | Itala                     | Non ti muovere             |       |
| Michela Cescon        | Sonia                     | Primo Amore                |       |
| Licia Maglietta       | Agata Torregiani          | Agata e la tempesta        |       |
| Violante Placido      | Carmen                    | Che ne sarà di noi         |       |
| Maya Sansa            | Chiara                    | Bom Dia, Noite             |       |
| 2004/05 (50º)         |                           |                            |       |
| Barbora Bobuľová      | Irene Ravelli             | Cuore Sacro                |       |
| Sandra Ceccarelli     | Laura                     | La vita che vorrei         |       |
| Valentina Cervi       | Silvia Battaglia          | Provincia meccanica        |       |
| Maria De Medeiros     | Eleonora Fonseca Pimentel | Il resto di niente         |       |
| Maya Sansa            | Maria                     | L'amore ritrovato          |       |
| 2005/06 (51º)         |                           |                            |       |
| Valeria Golino        | Giulia                    | La guerra di Mario         |       |
| Margherita Buy        | Paola Bonomo / Aidra      | Il caimano                 |       |
| Cristiana Capotondi   | Claudia Martinelli        | Notte prima degli esami    |       |
| Giovanna Mezzogiorno  | Sabina                    | La bestia nel cuore        |       |
| Ana Caterina Morariu  | Cecilia De Bellis         | Il mio miglior nemico      |       |
| 2006/07 (52º)         |                           |                            |       |
| Ksenia Rappoport      | Irena                     | A Desconhecida             |       |
| Donatella Finocchiaro | Bona di Gravina           | Il regista di matrimoni    |       |
| Margherita Buy        | Angelica                  | Saturno contro             |       |
| Giovanna Mezzogiorno  | Chiara                    | Lezioni di volo            |       |
| Laura Morante         | Monica                    | Liscio                     |       |
| 2007/08 (53º)         |                           |                            |       |
| Margherita Buy        | Elsa                      | Giorni e nuvole            |       |
| Anna Bonaiuto         | Esposa de Sanzio          | La ragazza del lago        |       |
| Antonia Liskova       | Mara                      | Riparo                     |       |
| Valentina Lodovini    | Mara                      | La giusta distanza         |       |
| Valeria Solarino      | Emma                      | Signorina Effe             |       |
| 2008/09 (54º)         |                           |                            |       |
| Alba Rohrwacher       | Giovanna Casali           | Il papà di Giovanna        |       |
| Donatella Finocchiaro | Lucia Rizzo               | Galantuomini               |       |
| Claudia Gerini        | Adele                     | Diverso da chi?            |       |
| Valeria Golino        | Giulia                    | Giulia non esce la sera    |       |
| Ilaria Occhini        | Gemma                     | Mar nero                   |       |

### Década de 2010
| Ano                         | Atriz                        | Personagem                        | Filme |
| --------------------------- | ---------------------------- | --------------------------------- | ----- |
| 2009/10 (55º)               |                              |                                   |       |
| Micaela Ramazzotti          | Jovem Anna Michelucci        | La prima cosa bella               |       |
| Margherita Buy              | Maria                        | Lo spazio bianco                  |       |
| Giovanna Mezzogiorno        | Ida Dalser                   | Vincere                           |       |
| Stefania Sandrelli          | Velha Anna Michelucci        | La prima cosa bella               |       |
| Greta Zuccheri Montanari    | Martina                      | L'uomo che verrà                  |       |
| 2010/11 (56º)               |                              |                                   |       |
| Paola Cortellesi            | Alice Bottini                | Nessuno mi può giudicare          |       |
| Sarah Felberbaum            | Laura Aliprandi              | Il gioiellino                     |       |
| Angela Finocchiaro          | Silvia Colombo               | Benvenuti al Sud                  |       |
| Isabella Ragonese           | Elena                        | La nostra vita                    |       |
| Alba Rohrwacher             | Alice Della Rocca            | La solitudine dei numeri primi    |       |
| 2011/12 (57º)               |                              |                                   |       |
| Zhao Tao                    | Shun Li                      | Io sono Li                        |       |
| Donatella Finocchiaro       | Giulietta                    | Terraferma                        |       |
| Claudia Gerini              | Monica                       | Il mio domani                     |       |
| Valeria Golino              | Rosaria Sansone              | La kryptonite nella borsa         |       |
| Micaela Ramazzotti          | Gloria                       | Posti in piedi in paradiso        |       |
| 2012/13 (58º)               |                              |                                   |       |
| Margherita Buy              | Irene                        | Viaggio sola                      |       |
| Valeria Bruni Tedeschi      | Danielle                     | Viva la libertà                   |       |
| Tea Falco                   | Olivia                       | Io e te                           |       |
| Thony                       | Antonia                      | Tutti i santi giorni              |       |
| Jasmine Trinca              | Augusta                      | Un giorno devi andare             |       |
| 2013/14 (59º)               |                              |                                   |       |
| Valeria Bruni Tedeschi      | Carla Bernaschi              | Il capitale umano                 |       |
| Paola Cortellesi            | Luisa Tombolini              | Sotto una buona stella            |       |
| Sabrina Ferilli             | Ramona                       | A Grande Beleza                   |       |
| Kasia Smutniak              | Elena                        | Allacciate le cinture             |       |
| Jasmine Trinca              | Irene 'Miele'                | Miele                             |       |
| 2014/15 (60º)               |                              |                                   |       |
| Margherita Buy              | Margherita                   | Mia Madre                         |       |
| Paola Cortellesi            | Serena Bruno                 | Scusate se esisto!                |       |
| Virna Lisi                  | Rita Crispo                  | Latin Lover                       |       |
| Alba Rohrwacher             | Mina                         | Hungry Hearts                     |       |
| Jasmine Trinca              | Delia                        | Nessuno si salva da solo          |       |
| 2015/16 (61º)               |                              |                                   |       |
| Ilenia Pastorelli           | Alessia                      | Lo chiamavano Jeeg Robot          |       |
| Àstrid Bergès-Frisbey       | Nadine                       | Alaska                            |       |
| Juliette Binoche            | Anna                         | L'attesa                          |       |
| Paola Cortellesi            | Luciana Colacci              | Gli ultimi saranno ultimi         |       |
| Sabrina Ferilli             | Marina Baldi                 | Io e lei                          |       |
| Anna Foglietta              | Carlotta                     | Perfetti sconosciuti              |       |
| Valeria Golino              | Anna Ruotolo                 | Per amor vostro                   |       |
| 2016/17 (62º)               |                              |                                   |       |
| Valeria Bruni Tedeschi      | Beatrice Morandini Valdirana | La pazza gioia                    |       |
| Matilda De Angelis          | Giulia De Martino            | Veloce come il vento              |       |
| Angela and Marianna Fontana | Viola / Daisy                | Indivisibili                      |       |
| Micaela Ramazzotti          | Donatella Morelli            | La pazza gioia                    |       |
| Daphne Scoccia              | Daphne                       | Fiore                             |       |
| 2017/18 (63º)               |                              |                                   |       |
| Jasmine Trinca              | Fortunata                    | Fortunata                         |       |
| Paola Cortellesi            | Monica                       | Come un gatto in tangenziale      |       |
| Valeria Golino              | Emma                         | Il colore nascosto delle cose     |       |
| Giovanna Mezzogiorno        | Adriana / Isabella           | Napoli velata                     |       |
| Isabella Ragonese           | Eli                          | Sole cuore amore                  |       |
| 2018/19 (64º)               |                              |                                   |       |
| Elena Sofia Ricci           | Veronica Lario               | Loro                              |       |
| Anna Foglietta              | Miriam                       | Un giorno all'improvviso          |       |
| Marianna Fontana            | Lucia                        | Capri-Revolution                  |       |
| Alba Rohrwacher             | Lucia Revi                   | Troppa grazia                     |       |
| Pina Turco                  | Maria                        | Il vizio della speranza           |       |
| 2019/20 (65º)               |                              |                                   |       |
| Jasmine Trinca              | Annamaria Muscarà            | La dea fortuna                    |       |
| Valeria Bruni Tedeschi      | Elena                        | Les Estivants                     |       |
| Isabella Ragonese           | Katia                        | Mio fratello rincorre i dinosauri |       |
| Linda Caridi                | Lei                          | Ricordi?                          |       |
| Lunetta Savino              | Rosa                         | Rosa                              |       |
| Valeria Golino              | Elena Masato                 | Volare                            |       |

### Década de 2020
| Ano                 | Atriz                     | Personagem                   | Filme |
| ------------------- | ------------------------- | ---------------------------- | ----- |
| 2020 (66º)          |                           |                              |       |
| Sophia Loren        | Madame Rosa               | La vita davanti a sé         |       |
| Paola Cortellesi    | Sara                      | Figli                        |       |
| Vittoria Puccini    | Elisa                     | 18 regali                    |       |
| Micaela Ramazzotti  | Gemma                     | Gli anni più belli           |       |
| Alba Rohrwacher     | Vanda                     | Lacci                        |       |
| 2021 (67º)          |                           |                              |       |
| Swamy Rotolo        | Chiara                    | A Chiara                     |       |
| Miriam Leone        | Eva Kant                  | Diabolik                     |       |
| Aurora Giovinazzo   | Matilde                   | Freaks Out                   |       |
| Rosa Palasciano     | Giulia                    | Giulia                       |       |
| Maria Nazionale     | Rosa De Filippo–Scarpetta | Qui rido io                  |       |
| 2022 (68º)          |                           |                              |       |
| Barbara Ronchi      | Francesca                 | Settembre                    |       |
| Margherita Buy      | Eleonora Chiavarelli      | Esterno notte                |       |
| Penélope Cruz       | Clara Borghetti           | L'immensità                  |       |
| Claudia Pandolfi    | Sara                      | Siccità                      |       |
| Benedetta Porcaroli | Amanda                    | Amanda                       |       |
| 2023 (69º)          |                           |                              |       |
| Paola Cortellesi    | Delia                     | C'è ancora domani            |       |
| Linda Caridi        | Viviana                   | L’ultima notte di Amore      |       |
| Isabella Ragonese   | Stefania/Vera             | Come pecore in mezzo ai lupi |       |
| Micaela Ramazzotti  | Desiré Mazzoni            | Felicità                     |       |
| Barbara Ronchi      | Marianna Mortara          | Rapito                       |       |